# Baljevac (Raška)
Pour les articles homonymes, voir Baljevac.
Baljevac (en serbe cyrillique : Баљевац) est une ville de Serbie située dans la municipalité de Raška, district de Raška. Au recensement de 2011, elle comptait 1 494 habitants.

## Tourisme

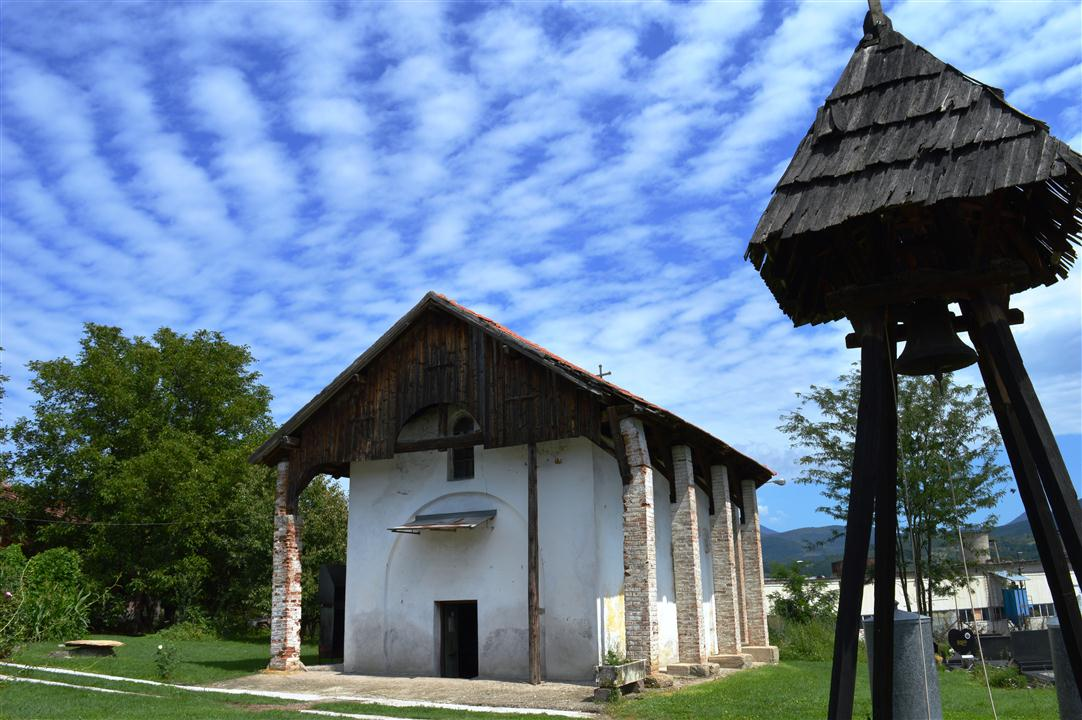
L'église Saint-Nicolas de Baljevac

## Démographie

### Évolution historique de la population
| 1948  | 1953  | 1961  | 1971  | 1981  | 1991  | 2002  | 2011  |
| ----- | ----- | ----- | ----- | ----- | ----- | ----- | ----- |
| 1 111 | 1 341 | 1 568 | 1 502 | 1 707 | 1 614 | 1 636 | 1 494 |

|  |